# Кукольники (Ивано-Франковская область)
Куко́льники (укр. Кукі́льники) — село в Большовцевской поселковой общине Ивано-Франковского района Ивано-Франковской области Украины.
Население по переписи 2001 года составляло 509 человек. Занимает площадь 18,131 км². Почтовый индекс — 77143. Телефонный код — 03431.